# Ligne Choshi Electric Railway
La ligne Choshi Electric Railway (銚子電気鉄道線, Chōshi Denki Tetsudō-sen) est l'unique ligne ferroviaire de la compagnie Choshi Electric Railway, située à Chōshi dans la préfecture de Chiba au Japon. Elle relie la gare de Chōshi à la gare de Tokawa.

## Histoire
La ligne ouvre le 5 juillet 1923. Elle est électrifiée en 1925.

## Caractéristiques

### Ligne
- longueur : 6,4 km
- écartement des voies : 1 067 mm
- électrification : courant continu 600 V
- nombre de voies : Voie unique

### Services
La ligne est parcourue uniquement par des trains omnibus.

### Liste des gares

La gare de Kannon.

La ligne comporte 10 gares identifiées par les lettres CD.
| Numéro | Gare             | Nom japonais | Distance (km) | Correspondances        | Localisation |
| ------ | ---------------- | ------------ | ------------- | ---------------------- | ------------ |
| CD01   | Chōshi           | 銚子         | 0             | JR East : Narita, Sōbu | Chōshi       |
| CD02   | Nakanochō        | 仲ノ町       | 0,5           |                        | Chōshi       |
| CD03   | Kannon           | 観音         | 1,1           |                        | Chōshi       |
| CD04   | Moto-Chōshi      | 本銚子       | 1,8           |                        | Chōshi       |
| CD05   | Kasagami-Kurohae | 笠上黒生     | 2,7           |                        | Chōshi       |
| CD06   | Nishi-Ashikajima | 西海鹿島     | 3,2           |                        | Chōshi       |
| CD07   | Ashikajima       | 海鹿島       | 3,6           |                        | Chōshi       |
| CD08   | Kimigahama       | 君ヶ浜       | 4,7           |                        | Chōshi       |
| CD09   | Inuboh           | 犬吠         | 5,5           |                        | Chōshi       |
| CD10   | Tokawa           | 外川         | 6,4           |                        | Chōshi       |